# Racismo en Venezuela

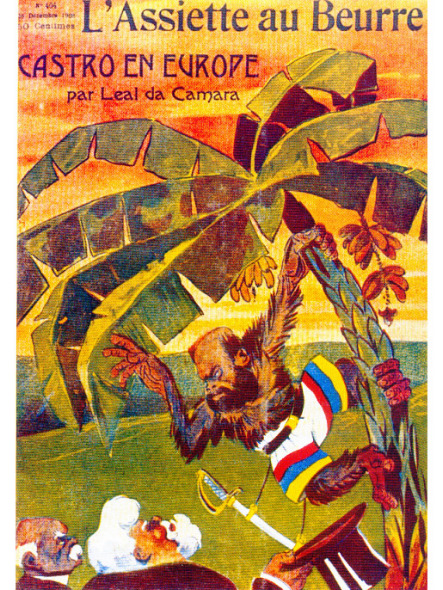
Caricatura del presidente venezolano Cipriano Castro en la revista francesa L'Assistte au Beure en 1903. Cipriano fue apodado por algunos de sus críticos como el «mono de Capacho», aunque debido a sus cortas extremidades.

El racismo en Venezuela consiste en las prácticas de discriminación en el país hacia un determinado grupo étnico considerado inferior. Se ha aplicado principalmente hacia personas de piel oscura, indígenas y negros de Venezuela, pero también han sido víctimas blancos, inmigrantes latinoamericanos y caribeños, judíos, chinos, árabes, entre otros.
El racismo no es una práctica institucionalizada y los ataques violentos son escasos. Desde la época colonial, se inició un proceso de mestizaje entre indios, blancos y negros, dando como resultado, según palabras del poeta Andrés Eloy Blanco, un país «café con leche». En su mayoría, el racismo se practica de forma individual, como el racismo oculto, con prácticas implícitas de exclusión centradas en estereotipos. Históricamente, en algunas sectores de la sociedad, lo blanco ha sido asociado con conceptos como civilización, belleza y riqueza, mientras que lo negro ha sido vinculado a percepciones de primitivismo, falta de belleza y pobreza. Debido a la falta de expresiones violentas e institucionalizadas de racismo, muchos sectores de la sociedad creen que el racismo no existe, llegando a considerarse un tema tabú.
A la llegada de los españoles se implementó el sistema de castas colonial, el cual funcionó como un sistema de segregación racial, donde las personas adquirían sus derechos en función de sus orígenes y color de piel, lo que generó prejuicios sobre las personas de color que se extenderían hacia la guerra de independencia.
Tras la independencia, intelectuales influenciados por el positivismo como Rufino Blanco Fombona, Arturo Uslar Pietri y otros, culparon de los problemas políticos y económicos del país a la población de color, considerando como solución un proyecto de blanqueamiento racial del país por medio de la inmigración europea. Estas ideas calaron entre dictadores como Antonio Guzmán Blanco, Juan Vicente Gómez y Marcos Pérez Jiménez, quienes buscaron promover la inmigración europea para «mejorar la raza», restringiendo la entrada de negros, asiáticos y de otros grupos.
En 1958 se alcanza la democracia en Venezuela, impulsada por el partido Acción Democrática, del cual muchos de sus líderes eran mestizos y se autodefinían como «café con leche», y lucharon contra la discriminación de los regímenes dictatoriales. Varios autores han definido esta etapa como la «democracia racial», en la que se buscó aumentar la movilidad social de las personas de color. Sin embargo, según autores, el discurso del mestizaje, también se usaría como un medio para superar el choque cultural de la época colonial y generar una asimilación cultural hacia la cultura occidental.
Durante la democracia, muchas personas de color lograron alcanzar altos puestos en la sociedad, pero a pesar de la bonanza petrolera, las desigualdades económicas mantuvieron un alto nivel de pobreza en el que se encontraban, en su mayoría, personas de tez oscura. La discriminación y desigualdad fueron factores que contribuyeron a la ascensión política de Hugo Chávez. Durante su gobierno se presentaron fuertes tensiones sociales llegando a una racialización del conflicto político, en donde los opositores y oficialistas polarizaron a la sociedad con discursos clasistas y racistas.
A pesar de los informes sobre el aumento de actitudes racistas durante el gobierno chavista, en varios sectores se mantiene la postura de que el racismo es inexistente o mínimo, argumentando que en una sociedad mestiza la discriminación racial es menos probable. El ideal del nacionalismo mestizo a la venezolana, en cierta medida, ocultó como desde la época colonial ciertos grupos étnicos se han mantenido excluidos y con limitado ascenso social durante generaciones, asociándose la discriminación racial con la social y económica.

## Historia

### Época precolombina

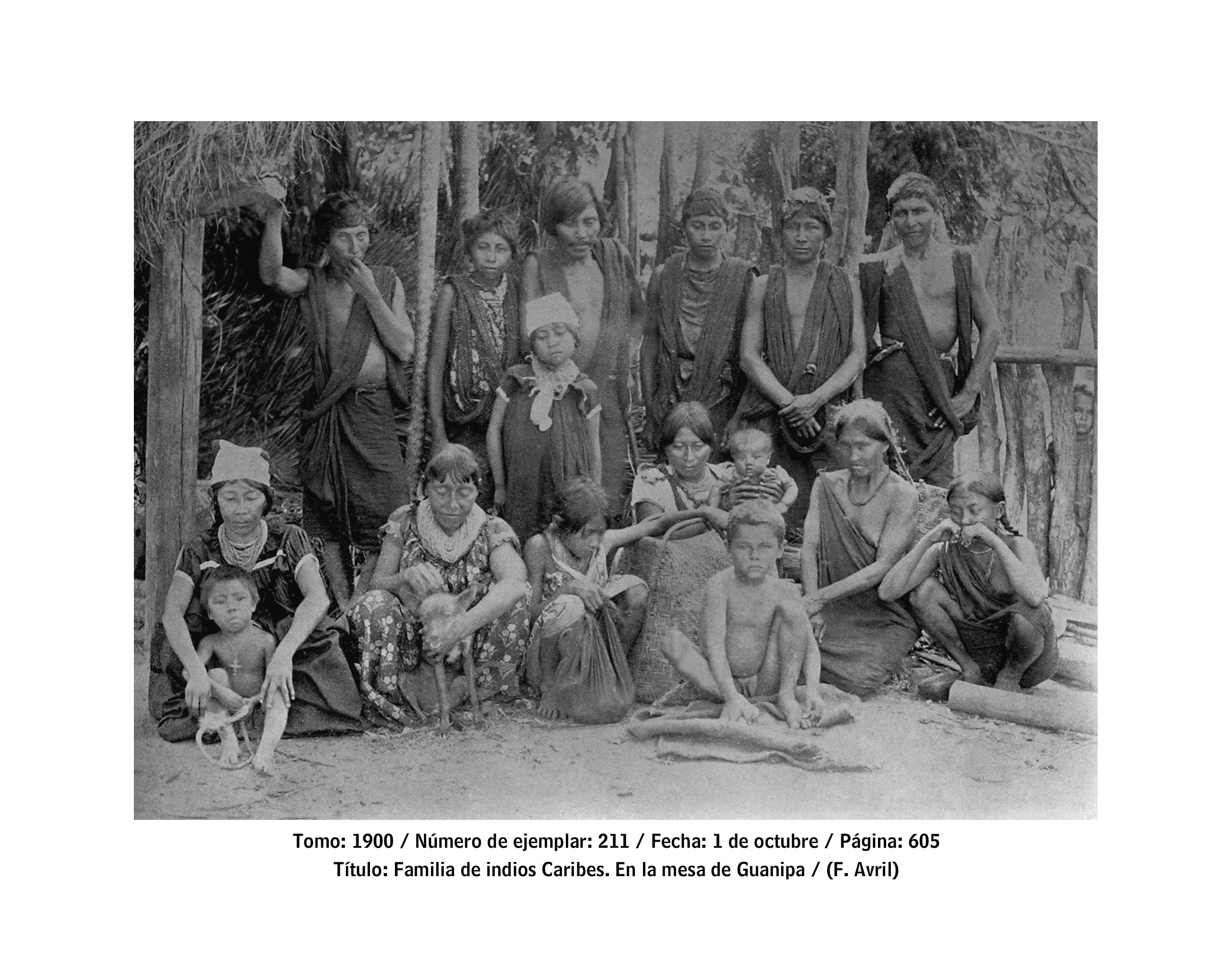
Indígenas caribes

Los conceptos de raza y el racismo son de origen europeo, pero tienen cierta relación con la xenofobia. Antes de la llegada de los europeos algunos pueblos indígenas de Venezuela se encontraban en conflictos por tierras, parentesco y religión. Los indios caribes y otras tribus solían esclavizar y comerciar con los prisioneros de guerra y mantenían en sometimiento a los pueblos vencidos con ciertas prácticas de exclusión.

### Época colonial
A medida que los europeos encontraron resistencia de los indígenas, comenzaron a justificar su esclavitud y exterminio por medio de la atribución de características negativas como la inmoralidad y ignorancia, entre otras. La esclavitud de los negros trató de ser legitimada por explicaciones físicas y morales. Muchos teólogos buscaron en la biblia la justificación de la esclavitud de los africanos, basándose en la historia de Cam, quien fue maldecido convirtiéndose en esclavo.
Los españoles instauraron el sistema de castas colonial y los estatutos de limpieza de sangre que funcionaron como una forma de segregación racial para discriminar a las personas en función de su origen y color de piel, siendo los blancos más beneficiados que las personas de piel oscura. No solo a los blancos les interesaba probar sus orígenes, algunos negros e indios les interesaba demostrar su limpieza de sangre para probar que no tenían antepasados esclavos, que eran «puros» y no mestizos, lo que les restaría beneficios dentro de la sociedad colonial.
La discriminación entre los negros esclavos y los libres fue común en las cofradías, los libres se encargaban de puestos administrativos mientras que los esclavos ocupaban los trabajos secundarios. También existieron cárceles segregadas, unas para blancos, para los indígenas y otra para los pardos y negros.
Algunos blancos también fueron discriminados. Los blancos de orilla, quienes no pertenecían a la aristocracia mantuana, no poseían tierras y no podían optar a altos cargos de gobierno, por lo que se dedicaban a oficios artesanales y a la agricultura. Aunque tenían menos derechos que los blancos criollos se encontraban por encima de la población de color.
A inicios de la época colonial se permitió la unión de blancos e indias debido a la poca cantidad de mujeres blancas. Posteriormente se trató de limitar legalmente las uniones de diferentes etnias, aunque en la práctica tuvieron poco éxito, creándose un mestizaje étnico y cultural. La pobreza fue un denominador común que favoreció el mestizaje. Muchos blancos agricultores que vivían fuera de las grandes ciudades eran relativamente pobres, y su trabajo y estilo de vida no se diferenciaba en exceso del de los esclavos e indios.
La mayoría de los mestizos se integró al sector medio de sociedad, compuesta por españoles canarios y blancos pobres, quedando los mantuanos en la cúspide y los esclavos en el fondo, mientras que algunos grupos indígenas fueron expulsados a comunidades alejadas del interior.
La esclavitud forjó parte de la riqueza durante la época colonial, los blancos criollos se beneficiaron de la mano de obra esclava y la servidumbre indígena, lo que permitió que se volvieran el grupo dominante de la economía. Muchos criollos se opusieron al ascenso social de otros grupos étnicos y al mestizaje formalmente pero no en la práctica. En 1795, la Real Cédula de Gracias al Sacar permitió a los pardos comprar la categoría de blanco para acceder a iguales derechos. El Cabildo de Caracas, controlada por criollos, trató de evitar su aplicación.

### Guerra de independencia

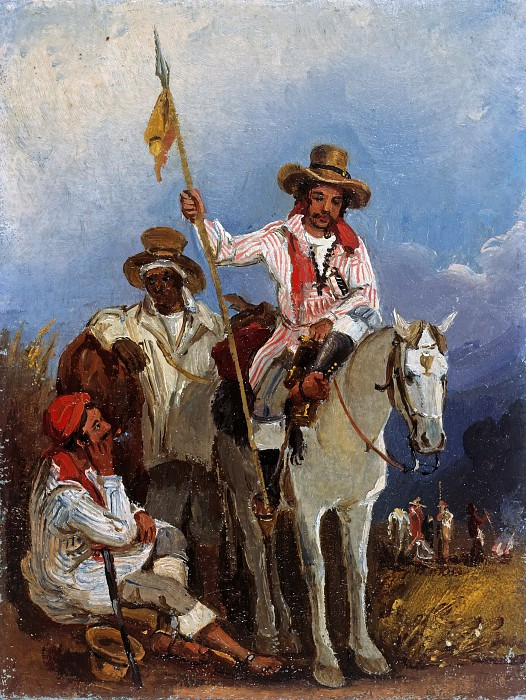
Llaneros de Ferdinand Bellermann

Desde finales del siglo XVIII e inicios del XIX, se realizaron rebeliones contra el orden monárquico para lograr instaurar una república, la abolición de la esclavitud y concederles más derechos a los pardos. La conspiración de Gual y España fue apoyada por un gran número de pardos, pero esta se encontró con la resistencia de los realistas y los blancos criollos. El militar Francisco de Miranda propuso la abolición de la esclavitud a los esclavos que se unieran al ejército, pero fracasó por la negativa de apoyo de la élite caraqueña.
Tras los fracasos de las dos primeras repúblicas, el discurso de la élite mantuana cambia para lograr el apoyo de las masas de color y evitar una masacre de blancos, como sucedió en Haití en 1804. El militar Simón Bolívar ofreció la libertad a los esclavos que se unieran al ejército. Pocos se alistaron, ya que estos no veían a Bolívar como un libertador sino como un representante de los criollos, quienes eran sus principales explotadores.
Bolívar expresó positivamente su concepción mestiza del pueblo venezolano, y consideraba que los venezolanos eran una mezcla entre aborígenes, españoles y africanos. Sin embargo, Bolívar también mostró preocupación de que las masas de color desplazaran del poder a los blancos e instalaran una «pardocracia». Para 1800, los pardos representaban cerca de la mitad de la población, seguidos de los esclavos e indígenas y una minoría blanca, el término pardo en la época hacía referencia a mestizos, mulatos y zambos.
La guerra de independencia sería calificada como una guerra de colores entre los años 1813 y 1814. Los criollos que defendían la república no eliminaron la esclavitud ni ofrecieron concesiones a los sectores populares, principalmente pardos. Esto llevó a que muchos se unieran al ejército realista y se volviera común la consigna de «muerte a los blancos». El militar José Tomas Boves unió a muchos esclavos y pardos a sus tropas para luchar contra la aristocracia blanca, principal dueña de esclavos, ofreciéndoles la libertad, aunque tras su muerte pocos la obtuvieron.
La mayoría de los altos mandos del bando patriota estaba compuesto por blancos. Algunas excepciones fueron el general pardo Manuel Piar, acusado de rebelión y de incitar a una guerra racial y fusilado por órdenes de Bolívar, y el almirante pardo José Prudencio Padilla igualmente ejecutado por rebelión.

### Época republicana
Entre 1830 y 1840 se aprobaron leyes para subsidiar la inmigración de agricultores europeos, pero no se atrajeron demasiados porque Venezuela contaba con una imagen de país caótico. Sin embargo, inmigrantes chinos, negros de las Antillas y guyaneses arribaron para trabajar como agricultores y mineros. Esto disgustó al gobierno, el cual trató de evitar su entrada mediante de leyes.

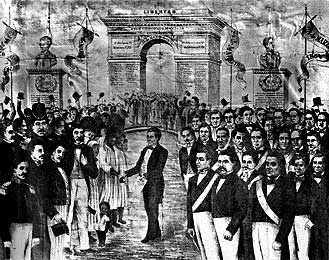
Promulgación de la Ley sobre libertad de los esclavos del presidente José Gregorio Monagas.

La esclavitud se hacía económicamente insostenible y su abolición siguió razones más económicas que morales. Previo a 1854 se firmaron leyes para una abolición progresiva donde los propietarios no vieran afectado su capital, y al aprobarse la ley de la abolición el mismo año se incluyó una compensación económica para los propietarios de esclavos.
La abolición de la esclavitud no eliminó la discriminación y desigualdades heredadas desde la época colonial, muchas de las personas que accedieron a la libertad carecían de educación y se empleaban en trabajos rudos e indeseables, muchos terminaban como en la prostitución, el ejército o la delincuencia. Sin embargo, se carecía de un gobierno centralizado y los territorios eran dominados por caudillos de diferentes etnias, donde influía principalmente el poder militar y no el origen.
Otros grupos también sufrieron discriminación. Desde la época colonial, la iglesia católica alimentó la discriminación contra los judíos y se presentaron algunos actos agresivos en su contra. El más destacado ocurrió en 1856, la expulsión de los judíos de Coro. muchos judíos se volvieron comerciantes a los que el gobierno solicitaba periódicamente préstamos, pero al no pagar uno de estos se desató una persecución contra los judíos que se vieron obligados a huir a Curazao.

#### 1850-1900
En 1859 estalló la Guerra Federal. En ella, la mayoría de color se unió al bando federalista para luchar contra los centralistas, y muchos seguían usando la consigna «muerte a los blancos». A pesar del triunfo federal, no se desató un baño de sangre en contra de los blancos. Según algunos autores, la Guerra Federal cerraría el conflicto racial iniciado en la guerra de independencia, generando un periodo de estabilidad y armonía. Sin embargo, en la mente de algunos intelectuales se grabó la imagen de los negros y mestizos como bárbaros del llano que luchaban en contra de la civilización.
Muchos intelectuales se vieron influenciados por el positivismo y el racismo científico. Consideraban perjudicial las mezclas entre no blancos y veían a las personas de color como un obstáculo para el progreso. Muchos políticos compartían estas opiniones y buscaron promover la inmigración europea mediante leyes, tratando de limitar la no blanca. Además, sentían temor de ser sustituidos del poder por la mayoría de color.

Durante la dictadura de Antonio Guzmán Blanco en 1870, la inmigración se convierte en una política de estado, ya que se necesitaba mano de obra e inversiones para desarrollar la economía. Uno de los objetivos consistía en poblar territorios y hacerlos productivos. Esto llevó a que muchos indígenas fueron despojados de sus tierras y convertidos en mano de obra. Una nueva legislación se aprobó en 1891 prohibiendo la inmigración de negros y asiáticos. En la ley se leía: 
«No se contratarán ni aceptarán como inmigrantes a personas de nacionalidad asiática o de las Antillas inglesas y holandesas».
Durante esta época, de forma ambigua, existió cierta armonía racial. Varios mestizos y algunos negros accedieron a posiciones de poder, pero también se impulsaron políticas de blanqueamiento por medio de la inmigración selectiva.

#### 1900–1935
En 1899, tras el triunfo de Revolución Liberal Restauradora, se instalarían una serie de gobiernos autoritarios provenientes del interior del país, algunos de ellos con funcionarios de origen mestizos y negros, lo que provocó ataques racistas de cierto sector político. En el régimen de Cipriano Castro, militares negros ocuparon puestos de alto rango y desde algunos sectores fueron comunes insultos como «orangután» y «mono». El propio Castro era apodado como el «mono de Capacho» por algunos de sus críticos, aunque se debía a sus cortas extremidades.
Castro sería depuesto por un golpe de Estado por su antiguo colaborador Juan Vicente Gómez. Durante la dictadura de Gómez se sostuvo una política de inmigración selectiva, buscando atraer blancos europeos, evitando los inmigrantes negros y asiáticos. Con el boom del petróleo aumentó el número de inmigrantes. A pesar de las prohibiciones, chinos, sirios y antillanos lograron entrar al país a trabajar, pero desde el gobierno se les trató de expulsar.
Gómez no sentía simpatía por los inmigrantes no católicos y que hablaran otro idioma. En su gobierno los chinos y sirios fueron estigmatizados, acusados de dedicarse solo al comercio y de no integrarse a la sociedad. A los sirios también se les acusaba de comunistas, el cual estaba prohibido en la época. Irónicamente, a pesar de las medidas para bloquear la inmigración de no blancos, una parte importante de la economía dependía del trabajo de asiáticos y negros antillanos, quienes laboraban como mineros, comerciantes y agricultores.
El principal ideólogo del régimen de Gómez, Laureano Vallenilla Lanz, quien sostuvo opiniones racistas y de apoyo al blanqueamiento, publicaría en 1919 su obra principal, «Cesarismo democrático».  La obra no fue solo una apología a la dictadura. Desde una perspectiva sociológica, histórica y antropológica, presentaría su teoría del gendarme necesario, en la cual el pueblo venezolano de mayoría mestiza era incapaz de gobernarse por una democracia, haciendo imprescindible la necesidad de un dictador que de forma autoritaria impusiera el orden.

#### 1935-1958
Tras el fin de la dictadura de Gómez, le suceden una serie de gobiernos autoritarios que otorgarían ciertas libertades pero mantendrían las políticas de inmigración selectiva. Durante del régimen Eleazar López Contreras en 1936, el funcionario Alberto Adriani, quien sostuvo opiniones racistas, promovió por medio de leyes la inmigración de europeos, creando una comisión que funcionaría de intermediaria entre Venezuela y las autoridades migratorias de Europa para facilitar la inmigración.
En los campos petroleros controlados por compañías extranjeras se denunciaron prácticas de discriminación racial. En 1936 el escritor Ramón Díaz Sánchez, en su novela Mene, acusó a compañías estadounidenses de aplicar políticas de segregación a sus trabajadores en las propiedades de las empresas.
Durante el gobierno Isaías Medina Angarita, se mantuvo la política de bloqueo a la entrada de los no blancos. Previo al inicio de la Segunda Guerra Mundial se prohibía desembarcar a los marinos negros y filipinos de los barcos estadounidenses. Estos hechos fueron parodiados por el diario izquierdista Últimas Noticias, que publicó una caricatura en donde oficiales venezolanos de piel oscura rechazan a negros que querían entrar al país.
Durante esta época, el partido Acción Democrática (AD) impulsaría una lucha en contra de las leyes de inmigración y la discriminación en el país, y en 1947 ganaría las elecciones. Sin embargo, el escritor Rómulo Gallegos, unos de sus miembros, sería desplazado del poder por un golpe de Estado liderado por Marcos Pérez Jiménez, quien desmontó muchas de las reformas de AD.
Durante la dictadura de Marcos Pérez Jiménez, entre 1948 y 1958, se dio inicio a su proyecto político, llamado Nuevo Ideal Nacional, que buscaba modernizar el Estado. Influenciado por el positivismo, una de las soluciones para lograrlo consistió en tratar de blanquear a la población por medio del fomento de la inmigración europea.

En algunas entrevistas, Pérez Jiménez expresó su visión de la sociedad venezolana, quien creía que se debía mejorar el «componente étnico» para que Venezuela pudiera desarrollarse. y propuso como solución mezclar a la población local con inmigrantes europeos. El principal ideólogo del régimen de Pérez Jiménez, Laureano Vallenilla-Lanz Planchart, publicó un artículo en El Heraldo, periódico oficial, donde expresaba:
«Nosotros no somos anti-indigenistas, pero nos felicitamos de que en Venezuela no hayan indios y nos oponemos al mantenimiento de tradiciones que son fruto de la miseria, la ignorancia y el atraso».

#### Democracia
Durante los gobiernos de López Contreras y Medina Angarita se otorgaron mayores libertades políticas y surgió el partido Acción Democrática (AD), liderado por mestizos de clase media del interior del país, incluyendo a Rómulo Betancourt, Andrés Eloy Blanco y Luis Beltrán Prieto Figueroa. Aunque los temas raciales no eran centrales en las políticas de AD, el partido impulsó la lucha contra la discriminación, promoviendo un nacionalismo donde se enorgullecían de los orígenes triraciales y frecuentemente se autodefinían como «café con leche».
El 24 de mayo de 1945, el cantante negro estadounidense Robert Todd Duncan y sus acompañantes fueron rechazados de tres importantes hoteles de Caracas, los hoteles aludieron falta de habitaciones disponibles. El suceso generó controversias y atrajo la atención de la prensa y los políticos, quienes vieron que se manchaba la percepción de nación mestiza, lo que llevó a la aprobación de una ley contra la discriminación, principalmente promovida por AD.
Los dirigentes de AD buscaron eliminar la discriminación en las leyes de inmigración y en hoteles. Además, buscaron emplear a personas de color en puestos públicos. Sin embargo, algunos adecos seguían favoreciendo el blanqueamiento de la población, tal y como lo denunció en 1944 Andrés Eloy Blanco en un artículo. Por su parte, el partido Copei, el otro principal representante de la época democrática, al comienzo ignoró muchas de las luchas contra la discriminación. Este contaba con el apoyo de las clases altas y medias principalmente blancas.
El novelista Rómulo Gallegos ganó la presidencia en 1947. A pesar de que en sus obras tempranas mostró una actitud despectiva hacia ciertos grupos étnicos, fue uno de los principales impulsores de las reformas que beneficiaron a las personas de color. En septiembre de 1948, tras su triunfo, expresó que «ahora los negros mandan». La expresión fue ampliamente rechazada; el escritor Arturo Uslar Pietri, opinó que no mandaban blancos o negros, sino venezolanos de mayoría mestiza. Su opinión marcaba un cambio personal radical, ya que en años anteriores describió a las masas de color como inferiores y llamó a la masiva inmigración de europeos para blanquear al país. Un año después, Gallegos fue depuesto por un golpe de Estado, instalando una dictadura militar hasta 1958.
Con el fin de la dictadura militar vino el comienzo de la democracia en el país. Durante este periodo se alcanzaron una serie de derechos, como el voto universal, el voto femenino, la masificación de la educación y la salud. Además, gracias al boom petrolero, crecieron las oportunidades y la movilidad social, muchas personas de piel oscura lograron acceder a educación y mejores empleos.
Algunos autores han definido esta etapa como «democracia racial». En ella aumentó la movilidad social, eliminando las barreras de raza, y la discriminación no se daría principalmente por cuestiones raciales sino por razones económicas. Sin embargo, también se concebiría como un blanqueamiento social, muchas personas de origen negro que alcanzaron éxito mostraron poco interés en promover sus tradiciones culturales y adoptaron plenamente el estilo de vida occidental.
En 1983 ocurre el Viernes Negro, y una fuerte devaluación de la moneda que provocó una crisis económica. Tras esto se generarían algunas expresiones de racismo y clasismo al querer responsabilizar de estos problemas a los sectores populares. Los sectores altos y medios de la sociedad buscaron responsabilizar a los inmigrantes de Colombia, Haití, Perú y República Dominicana, pero las actitudes despectivas luego se extendieron hacia los negros, indios y sectores populares.
A pesar de que durante la democracia se combatieron las actitudes de discriminación, muchas de estas pervivían en la sociedad y algunas instituciones. Se les daba un trato preferencial a blancos e inmigrantes europeos, mientras que los negros e inmigrantes antillanos y latinoamericanos fueron sometidos a cierto grado de discriminación. Además, a pesar de la bonanza petrolera, un amplio sector de la población se mantuvo en la pobreza.

### Chavismo
El militar Hugo Chávez llegó a la presidencia con un discurso en contra de la discriminación y la desigualdad, y comienza a fomentar políticas en favor de sectores excluidos, promoviendo la inclusión de los indígenas, renombra el día 12 de octubre como Día de la Resistencia Indígena. También promueve el reconocimiento de figuras históricas, indígenas y negras, resaltando su participación en la formación de la sociedad. Se declara el 10 de mayo día de la afrovenezolanidad, en honor a la insurrección de José Leonardo Chirino.
El chavismo y la oposición usaron un discurso de lucha de clases que polarizó a la sociedad y, con el paso del tiempo, fue convertido en un discurso racial, en donde el chavismo se asoció a lo popular, negro e indio, mientras que la oposición a lo europeo, blanco y elitista. Desde algunos sectores de la oposición y de clase media y alta se hizo común el uso de insultos como «tierruos», «monos» y otros de tintes racistas y clasistas, mientras que desde el chavismo se calificó a toda la oposición como racista y se hizo uso de un discurso victimista. Además, al estar conformados los sectores populares en su mayoría de personas de tez oscura, el discurso racial de Chávez se asoció a un interés electoral.
Durante el golpe de Estado de 2002, algunos canales privados transmitieron en vivo a manifestantes exclamando «hay que buscar al mono Aristóbulo para lastimarlo en una jaula del zoológico». El 28 de febrero de 2004, durante el programa Aló Ciudadano del canal privado Globovisión, se mostró al presidente Chávez junto al dictador de Zimbabue Robert Mugabe y se hicieron comentarios comparando a Mugabe con un personaje de la película El planeta de los simios. Posteriormente embajadores de seis países africanos protestaron ante el insulto.
Chávez y los medios de comunicación estatales fueron denunciados por algunas organizaciones de discursos antisemitas. En el sitio web Aporrea, popular entre los seguidores del chavismo, se publicaron varios artículos de opinión de índole antisemita. Durante el chavismo se practicaron allanamientos por cuerpos de seguridad del Estado a algunas instituciones judías, y el 31 de enero de 2009 se produce el ataque de la sinagoga Tiféret Israel, donde un grupo de hombres armados irrumpieron en la sinagoga, causando destrozos y pintando frases antisemitas.
A pesar de las promesas del chavismo de acabar con la discriminación y las desigualdades, estas se profundizaron. Muchas de sus políticas no pasaron de ser simbólicas, y el discurso de tanto el chavismo como la oposición polarizó a la sociedad, aumentando las expresiones racistas. Además, durante el gobierno de Chávez y su sucesor Nicolás Maduro, se generó una profunda crisis política y económica que empujó a millones de venezolanos a migrar, muchos de los cuales fueron víctimas de ataques racistas y de xenofobia en el exterior.

## Literatura
En Venezuela, a diferencia de otros países de Latinoamérica, no se impulsaron movimientos de conciencia negra o indigenismo. Muchos intelectuales del siglo XIX y principios del XX buscaron minimizar la imagen indígena y africana del país para aparentar ser un país europeo. Tras la independencia, el filósofo Andrés Bello vaticinaba la desaparición del indio. A pesar de la existencia de una considerable población indígena, los consideraba atrasados y un elemento externo de la sociedad. Además, consideró que el proceso de independencia y el futuro desarrollo de los estados en América Latina sería responsabilidad del blanco.
Parte de la élite venezolana se encontraba fuertemente influenciada por el eurocentrismo, el positivismo y el racismo científico. Estos concebían que una forma de alcanzar la civilización y la modernidad sería por medio de la inmigración europea, blanqueando a la sociedad. Estas ideas marcarían una división en la sociedad venezolana, en una confrontación entre «civilización y barbarie».

### Pensamiento y origen de Simón Bolívar
El militar Simón Bolívar en varias cartas y discursos expresó su apreciación positiva del origen mestizo de los venezolano. En el Discurso de Angostura, calificó a la población como una mezcla de indígenas, europeos y africanos. Según algunos autores, el discurso racial del libertador, más allá de sus convicciones, fue usado como una estrategia para eliminar las divisiones étnicas entre la población y conseguir apoyo popular en beneficio de la lucha independentista.
Antes y después de la guerra de independencia, Bolívar demostró en parte de su correspondencia desprecio y temor hacia las masas de color. Entre 1813 y 1814 la guerra tomó un matiz racial donde la mayoría de color luchó contra los republicanos, matando a muchos blancos criollos, lo que llevó a Bolívar a temer la instauración de una «pardocracia» en la cual los blancos serían desplazados del poder. En una carta de Bolívar al general Francisco de Paula Santander en 1826 expresó: «tenemos más y más de África. No digo esto a la ligera, porque cualquiera de piel blanca que escape será afortunado».
Bolívar también mostró opiniones despectivas contra los indígenas y algunas nacionalidades. En una carta de 1824 al general Santander expresaba: «Yo creo que he dicho a Vd., antes de ahora, que los quiteños son los peores colombianos. El hecho es que siempre lo he pensado. Los venezolanos son unos santos en comparación de esos malvados. Los quiteños y los peruanos son la misma cosa: viciosos hasta la infamia y bajos hasta el extremo. Los blancos tienen el carácter de los indios, y los indios son todos truchimanes, todos ladrones, todos embusteros, todos falsos, sin ningún principio moral que los guíe».
Popularmente, han existido leyendas sobre el origen mestizo de Bolívar. Algunos autores las usaron para tratar de acercar a Bolívar a las masas y otros se preocuparon por demostrar la pureza racial del libertador. En 1830, el maestro Simón Rodríguez defendía de las acusaciones del «populacho» sobre el presunto origen zambo de Bolívar, mientras que en 1927 el historiador Vicente Dávila se enfocó en demostrar la pureza de una de las antepasadas de Bolívar, Josefa Marina Narváez, de la que se pensó pudo haber sido mulata. Por su parte, el escritor Rufino Blanco Fombona ridiculizó en 1943, de forma estereotipada, la posibilidad de que Bolívar tuviera sangre indígena o africana.
Otros autores influenciados por el positivismo, si bien alabaron a Bolívar, también lo criticaron en función de su carácter, atribuyéndole la culpa a su origen español. Según estos positivistas, los españoles eran considerados una raza de blancos inferior debido a sus diversas mezclas con otros pueblos. En 1911, el historiador Pedro Manuel Arcaya, haciendo alusión a los orígenes españoles de Bolívar, expresaría que proviene de la «degeneración, debido al medio, del sistema nervioso de su raza».

### Blanqueamiento
Para varios intelectuales del siglo XIX y principios del XX, la pobreza, la corrupción y la violencia no serían responsabilidad de factores económicos o políticos sino exclusivamente del factor cultural y la población de color, por lo que la única posibilidad de civilizar a la sociedad sería por medio de la inmigración y mezcla con blancos europeos logrando una eugenesia.
En 1861 Adolf Ernst se convertiría en profesor historia natural en la Universidad Nacional de Caracas, fundando la escuela positivista junto con Rafael Villavicencio, Arístides Rojas y Vicente Marcano, sus escritos introducirían las ideas raciales de autores positivistas como Auguste Comte, Charles Darwin, Henri de Saint-Simon, Hippolyte Taine, Joseph Arthur de Gobineau, Gustave Le Bon, Émile Durkheim, Gabriel Tarde, Georges Vacher de Lapouge y Herbert Spencer. Estas ideas buscaron atribuir las características negativas de la sociedad a la herencia de algunos grupos étnicos y el clima, exponiendo que dependiendo de la raza algunas sociedades se volverían exitosas y otras estaban condenadas a la pobreza, una noción básica del determinismo.
Varios autores se verían influenciados por estas ideas aunque no aceptarían todos sus postulados, Pedro Manuel Arcaya, Alfredo Machado Hernández, Arístides Rojas y José Gil Fortoul vieron en parte positivo la identidad mestiza de la nación, creyendo que de estas mezclas surgiría una raza más fuerte, sin embargo, despreciaban el aporte africano y esperaban que la inmigración europea absorbiera a los indígenas. Muchos otros autores como Elías Toro, Daniel Mendoza, Julio C. Salas, Cristóbal L. Mendoza, Jesús Semprúm, Mariano Picón Salas, Juan S. Larrazábal y Gustavo Herrera en sus obras y discursos mostraron una actitud racista y llamaron al blanqueamiento de la población por medio de la inmigración europea.
Ante el ascenso de la hegemonía andina en 1899, regímenes autoritarios controlados por políticos provenientes del interior de Venezuela, algunos con funcionarios mestizos y negros en sus gobierno, autores como José María Vargas Vilas, José Rafael Pocaterra y Manuel Díaz Rodríguez, en parte de sus obras mostraron una percepción de un país fracasado y en decadencia, debido a la condición mestiza de la población. Además, veían a estos políticos como bárbaros del interior que invadían el centro civilizado.
Los dichos folclóricos, chistes y estereotipos de negros con imágenes eran comunes en la prensa y revistas de consumo de clase media. Algunas lo trataron desde un punto de vista humorístico y se popularizaron las caricaturas estereotipadas como las del del humorista Leoncio Martínez en la revista Fantoches.
La revista El Cojo Ilustrado expresó el punto de vista de la élite sobre las razas, en algunas de sus ediciones, las personas de color eran descritas como una «colección de antiguos tipos populares de Caracas», se diferenciaban los «tipos aristocráticos» representados por blancos de alta sociedad de los «tipos democráticos» por masas populares.

El escritor Rufino Blanco Fombona sería uno de los mayores defensores del blanqueamiento de la población. En algunas de sus obras, mostró una visión negativa sobre el mestizaje y dudaba que por medio de este se lograra civilizar a la sociedad, expresaría en 1912 que Venezuela necesitaba:
«resolverse a ser un país de raza blanca. Sí señor: Venezuela no tiene salvación si no se resuelve cuanto antes a ser un país de raza caucásica. Esa es la clave de su provenir. En sus embrollos étnicos reside principalmente -me atrevo a afirmar exclusivamente- la causa de sus desórdenes y el secreto de su desgracia».
El escritor Arturo Uslar Pietri fue otro de los promotores del blanqueamiento. En 1937 fue director de la Oficina de Inmigración y Colonización y publicó en el diario El Universal unas serie de artículos, su apreciación de la sociedad venezolana. Afirmó del indio:
«Nunca tuvo ni capacidad ni resignación para el trabajo sistemático. Al hablar del indio las palabras ‘pereza’ y ‘vicio’ surgen constantemente de los cronistas coloniales».
De los negros opinaba que «tampoco constituye un aporte que pueda beneficiar a la raza» y de la sociedad en general que:
«Lo que podríamos llamar la raza venezolana actual, en rasgos generales, es tan incapaz de una concepción moderna y dinámica del trabajo y de la riqueza como lo fueron sus ascendientes para construir los Estados modernos».

### Mestizaje
Desde la década de 1930, comienzan a surgir un interés desde algunos intelectuales en las culturas de origen africano e indígena, aunque principalmente como parte del folclor, popularizando algunas expresiones culturales, pero estas fueron ignoradas por la mayoría de los medios. Autores como Juan Pablo Sojo, Juan Liscano, Carlos Siso y otros trataron de resaltar las contribuciones africanas e indígenas en la cultura venezolana.

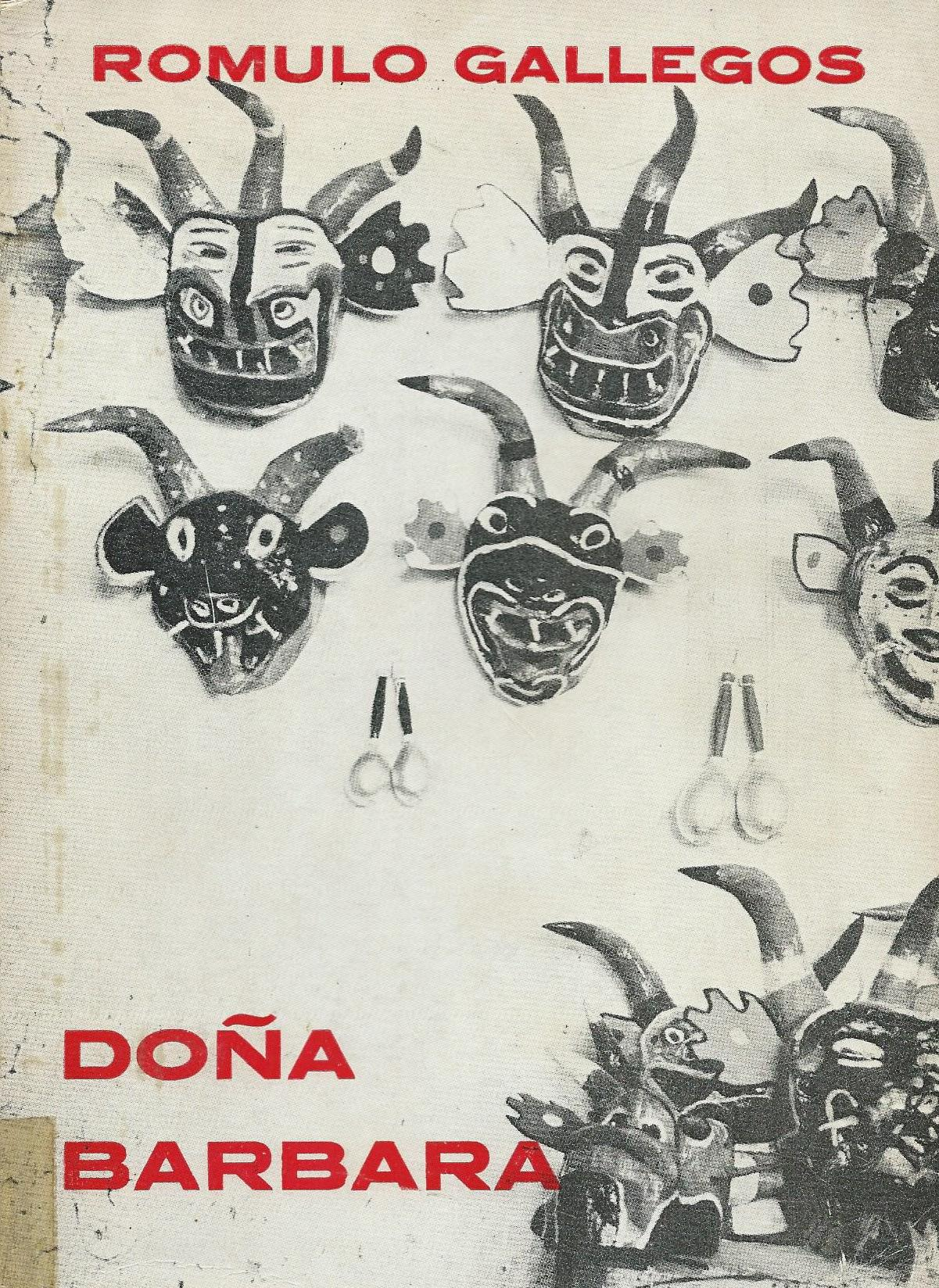
Doña Bárbara de Rómulo Gallegos

Varios intelectuales venezolanos se verían influenciados en la propuesta del político mexicano José Vasconcelos en su obra La raza cósmica, en la cual se sostenía que la combinación de los blancos, indios y negros generaría una sociedad mestiza superior y sin discriminación. Algunos intelectuales comienzan a cambiar el discurso del blanqueamiento al mestizaje. Según autores, este discurso sería usado, consciente e inconscientemente, principalmente para pacificar y homogeneizar social y culturalmente a la sociedad, estableciendo como modelo a la cultura occidental.
La novela Doña Bárbara publicada en 1929 del escritor Rómulo Gallegos es considerada la novela nacional de Venezuela, su lectura era obligatoria en la educación pública y en ella se hizo patente el proyecto civilizador de la élite venezolana. Gallegos, quien fue electo presidente en 1948, mostró en sus obras su proyecto de como transformar una sociedad atrasada en una civilizada y moderna por medio de la educación y el mestizaje. En algunas de sus obras Gallegos expresó algunas ideas deterministas con respecto al origen étnico y el ambiente geográfico, consideraba algunos aspectos del carácter como hereditarios y empeorados por el medio ambiente del trópico.
La novela, cargada de estereotipos e ideas deterministas, se centra en el conflicto entre la civilización representada por Santos Luzardo versus la barbarie representada por Doña Bárbara, además muestra las formas de civilizar a la población por medio del mestizaje adecuado y la educación de algunas «razas». El personaje de Marisela, hija de Doña Bárbara, refleja la posibilidad de civilizar, es transformada de una salvaje en una mujer refinada. Este tópico se volvería común en las telenovelas venezolanas, donde jóvenes pobres, ignorantes y blancas conocen a hombres blancos, ricos, apuestos e inteligentes que las sacaran de su pobreza.
En 1933, la escritora Teresa de la Parra, en una carta expresaría su preocupación sobre el mestizaje «... ¿Es cierto que de esa mezcla terrible de razas, podrá formarse una homogénea con verdaderas cualidades de raza superior? Estoy leyendo a Gobineau que, como usted sabe, es tan poco optimista en todo lo que se refiere a razas mezcladas, todo lo que no es ario...».
Años atrás, Parra en su novela Ifigenia desde la perspectiva de una mujer blanca y pre-feminista, muestra la visión de la sociedad venezolana, con expresiones de cierto desprecio a las personas de color, describe con preocupación el ascenso de la elite mestiza al poder y el carácter patriarcal de la misma. En la novela, una joven blanca de una familia que ha perdido su fortuna debe buscar un marido entre la nueva elite para mantener su estatus económico sacrificando su pureza.
El historiador Carlos Siso en 1953, en su obra «La formación del pueblo venezolano», expresó que los negros de Venezuela se encontraban por encima de otros negros de América, esta superioridad se debería a que los negros venezolanos habían abandonado todas sus prácticas culturales asumiendo las positivas españolas.
No todos los intelectuales compartieron las ideas del blanqueamiento y de la total asimilación cultural occidental por medio del mestizaje, el antropólogo Miguel Acosta Saignes fue uno de los autores que más se interesó en desarrollar estudios sobre las raíces negras e indígenas de la nación, no centraba los problemas en la raza, sino en las condiciones económicas y políticas. El opinaba, a diferencia de la mayoría de sus contemporáneos, que el proceso de mestizaje había «indigenizado» y africanizado a los blancos y pardos más que hispanizado a los negros e indios.

## Términos racistas

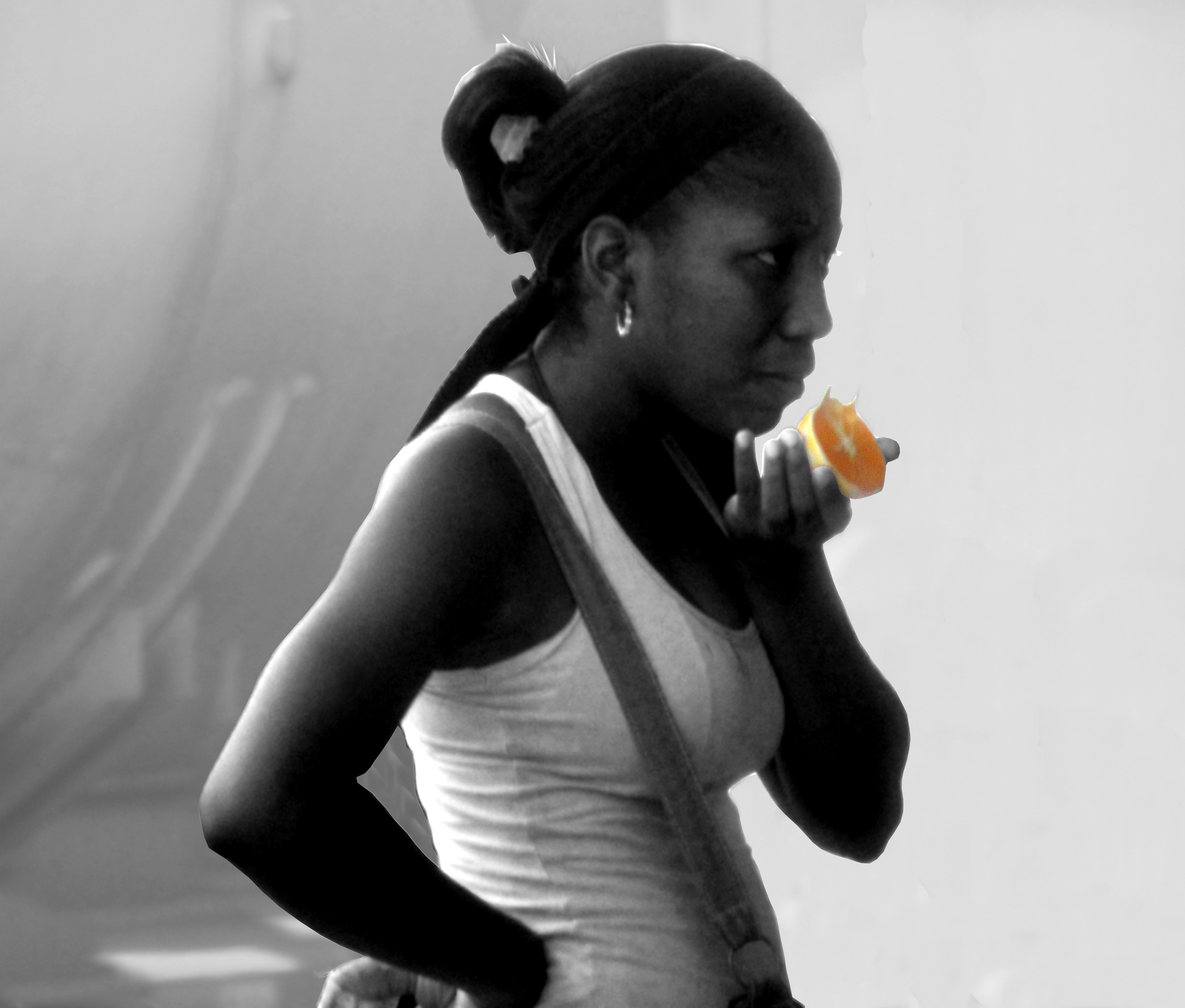
Mujer de color venezolana

De acuerdo al censo nacional de 2011, solo un 2% de la población se definió como negra o afrodescendiente, mientras que el 49% se definió como morena. Si bien el censo definía como negro a alguien con marcados rasgos de negro africano, en Venezuela, en general, el término negro se usa para cualquier persona de tez oscura de forma cariñosa, pero dependiendo del contexto puede tener un significado despectivo, lo que influye en que muchas personas se avergüencen de autodefinirse como negros prefiriendo ser reconocidos como morenos, mientras que algunas organizaciones sociales han tratado de popularizar el término afrovenezolano con poco éxito.
Basado en un patrón de belleza impuesto por los medios y las ideas de blanqueamiento de algunos intelectuales, en Venezuela la piel demasiado oscura es considerada por algunos como indeseable, siendo más aceptable una piel más clara. Una frase de uso común es «mejorar la raza», en alusión a un blanqueamiento racial y dependiendo del color de los descendientes se expresa que se dio «un salto adelante/atrás». Esta forma de pensar influye en que muchas personas tengan preferencia por parejas de piel clara.
Palabras como indio o zambo por lo general se usan de forma despectiva, mientras que «tierruo» y «niche» son insultos asociados a la pobreza, marginalidad y, a veces, a personas de piel oscura. Muchas de estas expresiones se han generalizado con el uso de internet y se han popularizado insultos como monos, resentidos sociales y usar de forma despectiva indio, negro y zambo.
Dentro de la cultura venezolana es común expresar por medio del humor, chistes estereotipados como una forma de racismo solapado, algunos chistes muy comunes son «blanco con bata, médico; negro con bata, chichero» o «trabajar como negro para vivir como blanco». Otra expresión de uso popular es «Si eres indio», esta se usa como sinónimo de bruto, y se emplea cuando una persona ha dicho o hecho algo considerado torpe.

## Sistema educativo
Varios estudios han encontrado la prevalencia de ideas etnocéntricas occidentales dentro del sistema educativo venezolano. En varios textos escolares usados para la enseñanza de la historia y la cultura se han creado estereotipos, invisibilizado y descalificado a los indígenas y afrovenezolanos, provocando la internalización en los estudiantes de conceptos racistas, autoracistas, desarraigo y alienación cultural.
Muchos textos escolares partían el estudio de la historia desde la época colonial, poniendo como origen la llegada del europeo, ignorando el desarrollo de las sociedades precolombinas, y calificando a los pueblos indígenas de ignorantes, idólatras y bárbaros. En cambio, el español era representado como el portador de la cultura, aunque también se le asociaba a estereotipos negativos como la codicia y crueldad, pero con el paso de los años los textos comienzan a sustituir la cultura española por la cultura estadounidense como modelo de sociedad.
En algunos textos, los indios eran presentados como atrasados y apegados a sus costumbres, asociándolos al pasado. En otros, por otra parte, se idealizó al indígena bajo la imagen del «Buen Salvaje», posturas que contribuyeron a la dificultad de su inclusión en la sociedad y la economía.
En algunos textos escolares el estudio de la historia universal se centraba a las culturas del Mediterráneo, y eran escasas las menciones a las culturas africanas y su presencia en América. El negro africano era representado sin cultura e historia, y con estereotipos de ser fuertes para el trabajo y aficionados al baile.
En varios textos el negro solo existió como esclavo y tras la abolición su figura se diluyó en el mestizaje. Por ejemplo, en un caso se definió a los negros en los siguientes términos «Los negros fueron traídos del continente africano en calidad de esclavos. Desempeñaban los trabajos más duros y pesados. Este grupo socialmente no tuvo importancia». En otros textos, la esclavitud era vista como un mal necesario de la conquista; por ejemplo, un libro de texto expresaba que se «trajeron negros del África para ayudar a los indios».
Una gran cantidad de personas de rasgos indios o negros carecen de oportunidades para acceder o culminar la educación universitaria, lo que ocasiona que no alcancen actividades profesionales como jueces, médicos, gerentes, entre otras. Además, muchas personas de piel oscura se encuentran en empleos de baja remuneración con limitadas oportunidades de ascenso. Si bien el rechazo de ciertos puestos no se realiza de forma explícita en función del color, existen una serie de prejuicios y estereotipos, que mantienen las desigualdades.

## Medios de comunicación

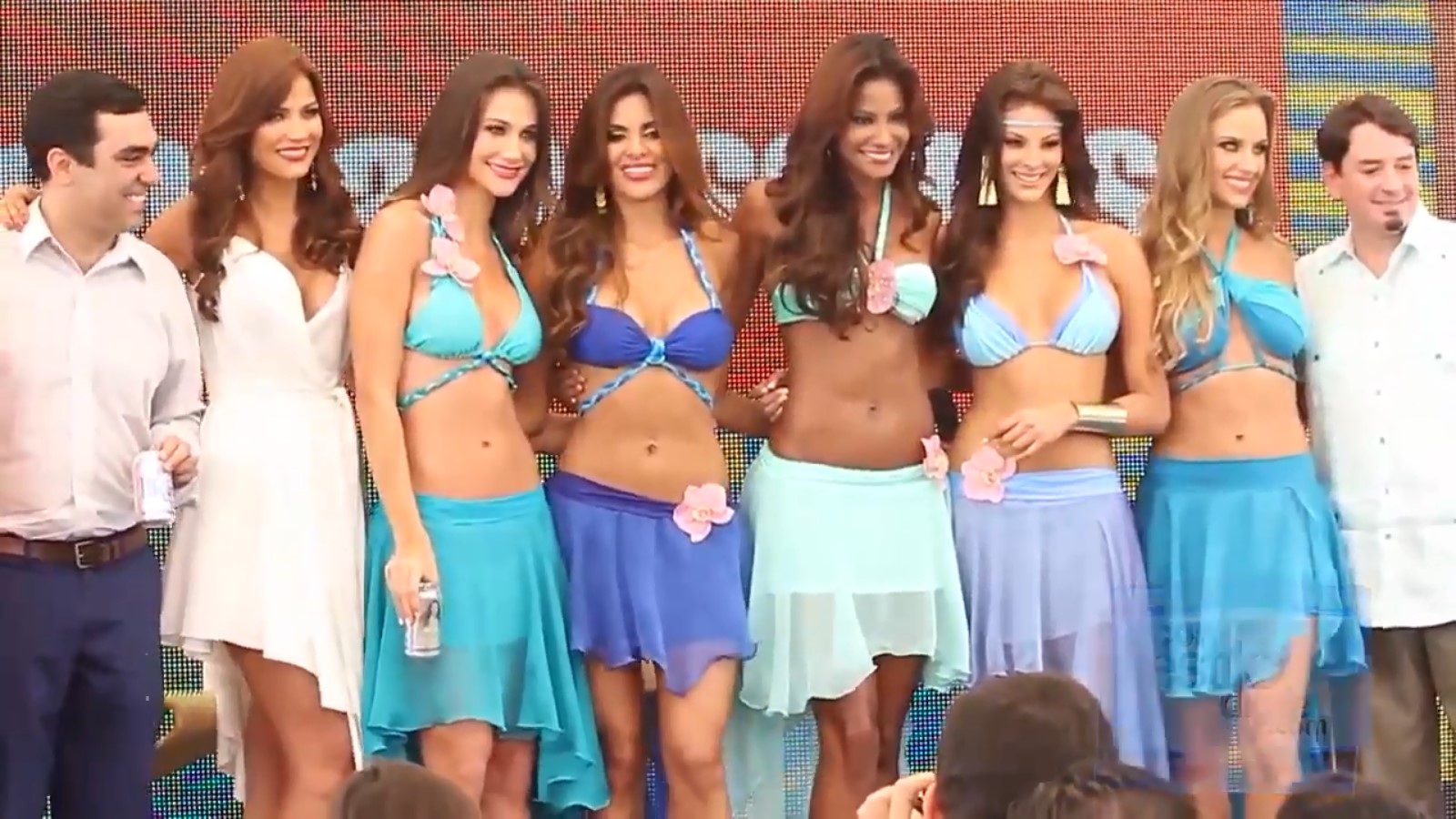
Modelos venezolanas, en el lanzamiento del Calendario Chicas Polar Pilsen 2014

En los medios de comunicación audiovisuales se han denunciado prácticas de racismo por medio de la exclusión y la inclusión estereotipada, los actores y modelos principales en las telenovelas y publicidad son en su mayoría de tez clara con fisionomía de europeos. En cambio, las personas de piel oscura, en muchos casos, representan papeles secundarios, de criminales o ciudadanos irresponsables e incompetentes.
Desde la década de 1950, se comienza a consumir producciones principalmente de origen estadounidense, el cine y la publicidad formaron el estereotipo de belleza asociado al blanco, eran escasos o estereotipados la presencia de personas de tez oscura. En algunos programas e historietas dirigidos al público infantil y adolescente se ridiculizaban las culturas no occidentales, presentándolas de forma estereotipada.
En algunos sectores de la sociedad en Venezuela existe una fijación con la belleza física, desde los medios, en su mayoría, se difundió un ideal de belleza asociado a la piel clara, rasgos faciales finos y cabello liso, esto favoreció el comercio de productos cosméticos y cirugías estéticas para asemejarse al ideal estético impuesto desde los medios.
En ocasiones los rasgos negros e indígenas son blanco de ofensas y burlas. Por ejemplo, el cabello afro se considera «pelo malo». Por otra parte, las mujeres en los medios han sido hipersexulizadas, y en particular las negras han sido consideradas relaciones exóticas, casuales y que no requieren compromiso.
En algunos medios, las prácticas culturales y artísticas de los indígenas y negros son folclorizadas, desprestigiadas y minimizadas, mientras que sus prácticas religiosas son asociadas a meras supersticiones y mitos. Esporádicamente en los medios de comunicación surgen noticias de discriminación contra personas de color, en ocasiones se les niega el acceso a discotecas y otros lugares similares, pero estas denuncias terminan diluyéndose sin consecuencias ni respuestas contundentes.

## Violencia policial
La segregación de clase en Venezuela esta fuertemente vinculada a la segregación racial. En la punta de la pirámide social se encuentran los blancos, con los mestizos en el medio y en el fondo los indios y negros. La estereotipación del delincuente con la piel oscura es común en la sociedad, la policía y el sistema penal.
Durante la época colonial, la mayoría de los habitantes eran considerados salvajes y carentes de derecho. Según autores, en cierta medida la colonia funcionó como un estado policial, esta idea pervivió en muchas instituciones venezolanas y ha sido usado para justificar los excesos de violencia.
Los cuerpos de seguridad fueron fundados con una marcada visión militarista y política, y fueron usados como un instrumento de control y represión de los sectores populares. Durante las décadas de 1960, fueron usadas para reprimir movimientos populares asociados a la lucha armada y en contra del comunismo, siendo comunes los casos de violaciones a los derechos humanos y masacres como la de El Amparo o el Caracazo.
Durante el gobierno de Chávez y de su sucesor Nicolás Maduro, la delincuencia alcanzó altos niveles con gran cantidad de muertes violentas, pero muchas de estos muertos fueron resultados de operaciones estatales contra la delincuencia y muchas de las víctimas fueron jóvenes pobres y de piel oscura. Durante el gobierno chavista se hicieron comunes las expresiones de rechazo desde el gobierno hacia la violencia policial contra negros en otros países, pero fueron escasas las autocríticas a la gran cantidad de operaciones policiales en sectores populares donde se denunciaron detenciones arbitrarias y ejecuciones extrajudiciales.